# صاحب بن عباد
ابوالقاسم اسماعیل بن عباد بن عباس صاحب، ادیب، نویسنده، شاعر و وزیر شیعه‌مذهب دربار رکن‌الدوله، مؤیدالدوله و فخرالدوله دیلمی بود. وی نقش مهمی در تشیع مردم اصفهان داشته است.

## سال‌های اول عمر
کنیه او ابوالقاسم و ملقب به کافی الکفاه و صاحب است. وی در چهارم ذیقعده الحرام سال ۳۲۴ هجری مطابق با سپتامبر ۹۳۸ میلادی متولد شد.

## اقدامات
دربارهٔ اقدامات وی آورده‌اند: مدت سی و هشت سال کتابت و وزارت خود، نظم و نثر عربی، یعنی ادبیات فارسی را که به زبان عربی انتشار می‌یافت از حضیض فترت و زوال به اوج وسعت و کمال رسانید. به همین جهت قرن چهارم را قرن «صاحبی» نیز می‌نامند.
مهم‌ترین اثر وی یک واژه‌نامهٴ بزرگ عربی است به نام کتاب المحیط.

## تأسیس اولین کتابخانه عمومی جهان اسلام
صاحب بن عَبّاد در اصفهان و ری کتابخانه‌هایی تأسیس کرد. هنگامی که نوح بن منصور سامانی حاکم خراسان؛ مخفیانه از وی دعوت کرد تا عهده‌دار وزارتش شود؛ صاحب بن عباد به چند دلیل از جمله وفای به عهد و اینکه فقط برای جابجایی کتاب‌ها چهارصد بار شتر احتیاج است؛ پیشنهاد وی را رد کرد.
اما مهمتر از همه منش و بزرگواری صاحب در گشودن درهای این کتابخانه‌ها به سوی اهل علم است چنانچه مؤلف تاریخ قم می‌نویسند: «پیش از صاحب، ملوک و وزرا را رسم برآن بود که کتب خود را مانند جواهر و زر و سیم در خزانه‌ای می‌نهادند و اهل علم و طلبه را از مطالعه آنها محروم می‌گذاردند… ولی صاحب بن عباد دفاتر و دواوین و کتب بسیار از انواع علوم و اشعار و اصناف فنون و اخبار بر طلبه و اهل علم وقف کرد تا مطالعه آن می‌نمودند و از آن فوائد بسیار برمی‌داشتند و می‌نوشتند و این صفت گزیده‌ترین خصال مولاناست که هیچ وزیر و امیر و ملک و سلطان را این توفیق دست نداده‌است.»
از این رو صاحب را مؤسس اولین کتابخانه عمومی جهان اسلام خوانده‌اند.
تعمیر برج و باروی شهر قزوین و همچنین تأسیس مسجد جامع صغیر یا مسجد جورجیر در اصفهان از اقدامات وی است.

## اساتید
- ابوالفضل بن عمید وزیر دیلمیان
- ابوعمرو صباغ
- ابوالحسن احمد بن فارس بن زکریا همدانی[۱۲]

## درگذشت

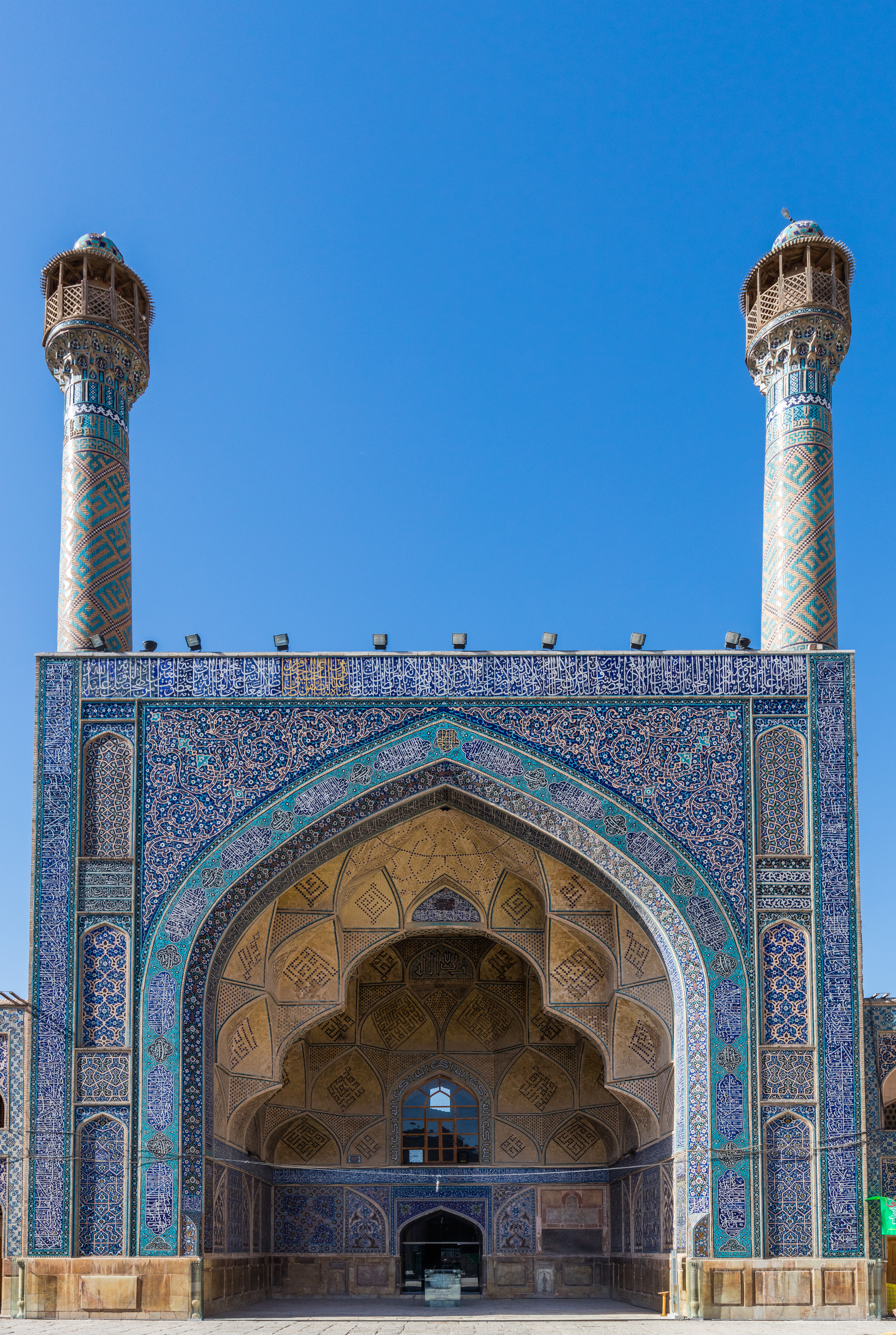
«ایوان صاحب»، (در تصویر) یکی از مهم‌ترین ایوان‌های مسجد جامع اصفهان، به نام صاحب بن عباد نام‌گذاری شده‌است.

وی در صفر سال ۳۸۵ هجری در ری درگذشت و جنازه‌اش به اصفهان منتقل شد. وقتی جنازه او را بیرون آوردند که به اصفهان حمل نمایند تمام دیالمه زمین بوسیدند و فخرالدوله پیاده جلو جنازه آمد و در محل فعلی طوقچی که جنب خانه‌اش بود دفن کردند. نمونه‌های فراوانی از اشعاری که در سوگ وی سروده شده در تاریخ یمینی آمده است.